# Livszone
Livszone er et udtryk, der mest bruges i geografien sideløbende med klimazone og plantebælte.
Udtrykket må ikke forveksles med den beboelige zone, der bruges i astronomien og astrobiologien i forbindelse med exoplaneter i det begrænsede område om en stjerne, hvor der kan findes flydende vand og dermed mulighed for tilstedeværelsen af liv.
Udtrykket må heller ikke forveksles med den galaktisk beboelige zone, der bruges om det område i en galakse, hvor der er forhold som kunne give mulighed for tilstedeværelsen af liv.